# Skælskør
Skælskør (régebbi helyesírással: Skjelskør) régi kereskedőváros Dániában, Sjælland szigetén, az azonos nevű Sjælland régióban, Slagelse község területén. Lakosainak száma 2015 elején 6 532 volt.

## Nevének eredete
Írásos források első ízben 1231-ben említik Skælfiskør néven, ami a kagylót jelentő „skelfisk/skælfisk” és a kavicsos tengerpartot jelentő „ør” óészaki nyelvű szavak összetétele, ami arra utal, hogy a település tengerpartján gazdag kagylótelepek voltak. A település neve az idők folyamán  Skjelfiskør, Skelskør majd Skjelskør formákban jelent meg. 1562-ben II. Frigyes dán király megparancsolta, hogy a település halászai kötelesek egy hordó kagylót szállítani a királyi konyha számára. A kagyló az 1500-as években be is került a város címerébe. 

## Földrajzi fekvése

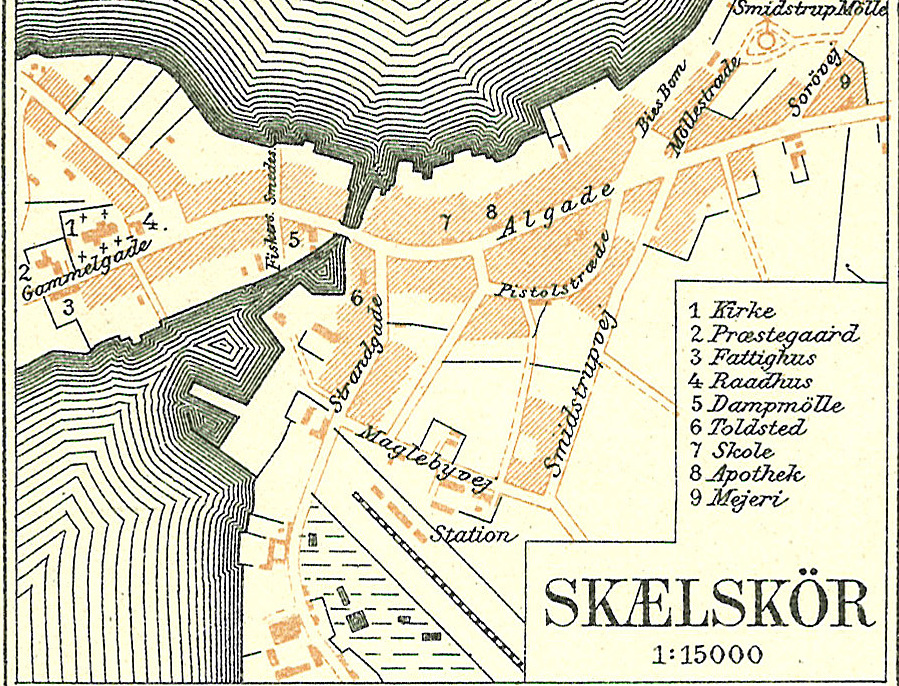
Skaelskor térképe 1900 körül

A város Dánia egyik legfontosabb szigete, a Sjælland délnyugati partján terül el, északon egy belső, tó jellegű, brakkvízű tengeröböl, úgynevezett „nor” és délen a nyílt tenger felé nyitott külső öböl közötti szűkületnél. A belső öböl neve Noret, azaz megegyezik ennek az öbölfajtának a dán köznévi nevével. Esőzések után innen erősen áramlik a víz a nyílt tenger felé a csatornában. A külső öböl neve Inderfjord, itt van a település kikötője, ami már túlnyomórészt csak jachtokat, kirándulóhajókat szolgál ki. Még kijjebb a tenger felé az öböl neve Skælskørfjord.
Skælskørt a „napfény városának” is hívják, mert a dániai átlagnál itt évente 200 órával többet süt a nap, ami az uralkodó nyugatias szélirány felől meglévő viszonylagos esőárnyéknak köszönhető. A védett udvarokban helyenként fügefák virágoznak.

## Története
A város 1414-ben már kereskedővárosi jogokkal rendelkezett. 1483. október 25-i dátummal maradt fenn a legrégibb kiváltságlevél, amit János dán király adományozott. által kiadott király Hans. A középkorban a városon keresztül halad a Sjaelland és Fyn szigetei közötti átkelő forgalom a Nagy-Bælten keresztül. Bár később ezt a szerepet távette tőle a szomszédos Korsør, Skælskør továbbra is fontos kereskedelmi és hajózási központ maradt. Az 1800-as években megindult az ipar fejlődése is. A vasút 1892-ben érte el a várost, és egy ideig hozzájárult felvirágzásához. A várost érintő vasúti személyszállítás 1950-ben, a teherszállítás 1975-ben szűnt meg. 2010-ben a régi síneket is felszedték.
Közigazgatásilag 1966-ban a városhoz tartoztak, mint Skælskør község része, Agersø, Omø, Boeslunde, Eggeslevmagle, Tjæreby és Magleby települések. 1970-ben további falvak csatlakoztak, de 2007-ben az egész község beolvadt a közigazgatási összevonás nyomán a nagy Slagelse községbe.
| Év   | Népesség |
| ---- | -------- |
| 1672 | 617      |
| 1769 | 592      |
| 1801 | 567      |
| 1845 | 966      |
| 1850 | 1.134    |
| 1860 | 1.563    |
| 1870 | 1.692    |
| 1880 | 1.873    |
| 1890 | 2.272    |

| Év   | Népesség |
| ---- | -------- |
| 1901 | 2.501    |
| 1916 | 2.675    |
| 1950 | 3.023    |
| 1965 | 3.398    |
| 1983 | 5.783    |
| 1991 | 6.048    |
| 1995 | 6.234    |
| 2012 | 6.385    |

### Aranykincs-lelet
2015 nyarán a közeli Boeslunde faluban feltárt lelőhelyen mintegy 2000 darab, egyenként 3 cm hosszú aranyspirált találtak a régészek. A 2-300 gramm összsúlyú, az i. e. 9. századra datálható bronzkori leletet rövid időre kiállították a Skælskøri Városi Múzeumban, mielőtt továbbszállították volna a koppenhágai Dán Nemzeti Múzeumba.

## Nevezetesebb épületek
- A város temploma, amit Szent Miklósnak, a tengerészek védőszentjének szenteltek, eredetileg 1215-ben épült. A torony 1500-ből származik.[2]

- A Havnevej 1. és 3. szám alatti, 1860 körül épült szerény épületeket 1977-78-ban civil tiltakozás mentette meg a bontástól. Később a városi tanács támogatásával felújították és védelem alá helyezték őket. A felújítási munka 1982-ben elnyerte a Europa Nostra díjat. Ma is magánlakások vannak bennük.[3]

- A régi városháza 1896-ban épült F.C.C. Hansen tervei alapján neogótikus stílusban a város magaslatán, egyben legrégebbi terén, a Gammeltorvon. A homlokzatot díszítő Justitia-szobor Rasmus Harboe szobrásznak, a város szülöttének az alkotása. A 2007-es közigazgatási átszervezés után a helyi városi tanács megszűnt, az épületet a rendőrség kapta meg. (Fogadóóra csütörtök délután 14-18 óra között.) Az épület falán elhelyezték két korábbi városházi épület kőtábláját is VI. Keresztély (1744-ből) illetve VI. Frigyes dán király (1829-ből) szignójával. A ház előtti téren álló szökőkút szobrát Johs. Bjerg alkotta 1946-ban.[4]

- A gőzmalom 1853-ban épült a korábbi szélmalmok kiváltására. 1988-ban műemléki jelleggel felújították. Ma irodák vannak benne.[5].

- A Vestergade 10. alatti reneszánsz faszerkezetes épület első része 1575-ben épült, többi része 30-40 évvel később. 1975-ben a városi tanács megvásárolta, felújította, védelem alá helyezte. Ma négy magánlakás van benne.[6]

- A városi múzeum ugyancsak 16. századi reneszánsz faszerkezetes épülete, Algade 2.[7]

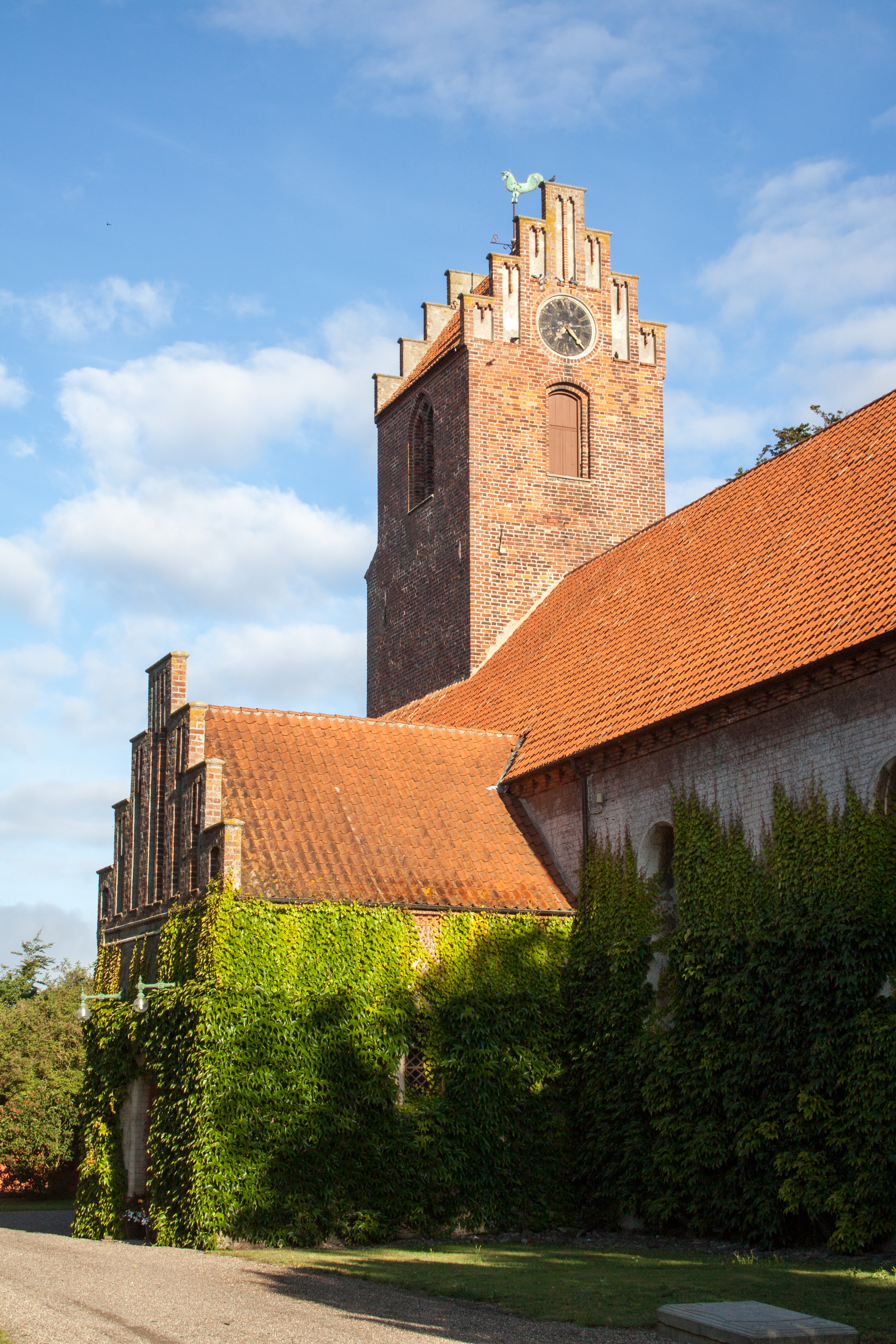
Szent Miklós-templom
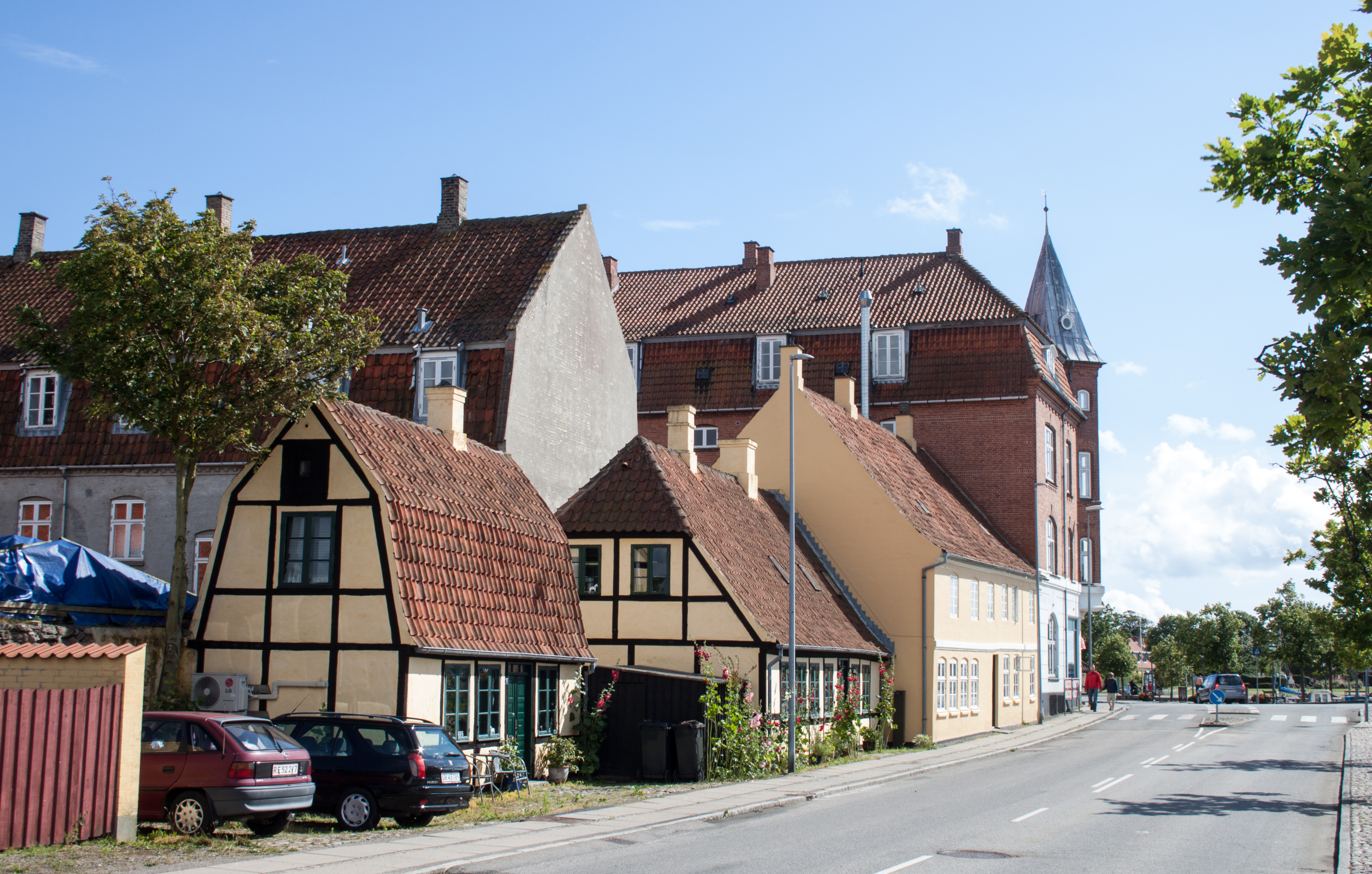
Havnevej 1. és 3. – 1860 körül épült házak
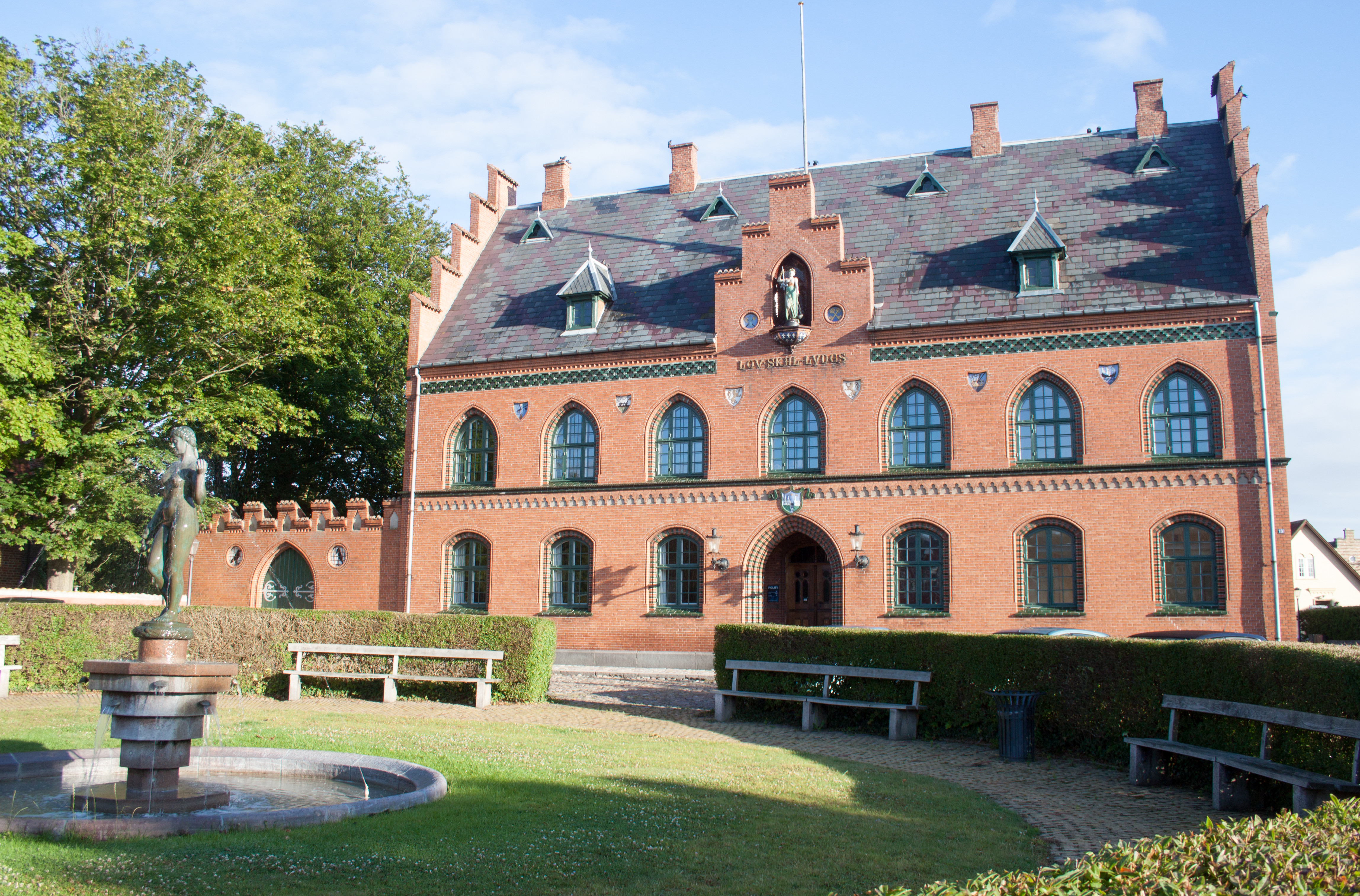
A régi városháza neogótikus épülete
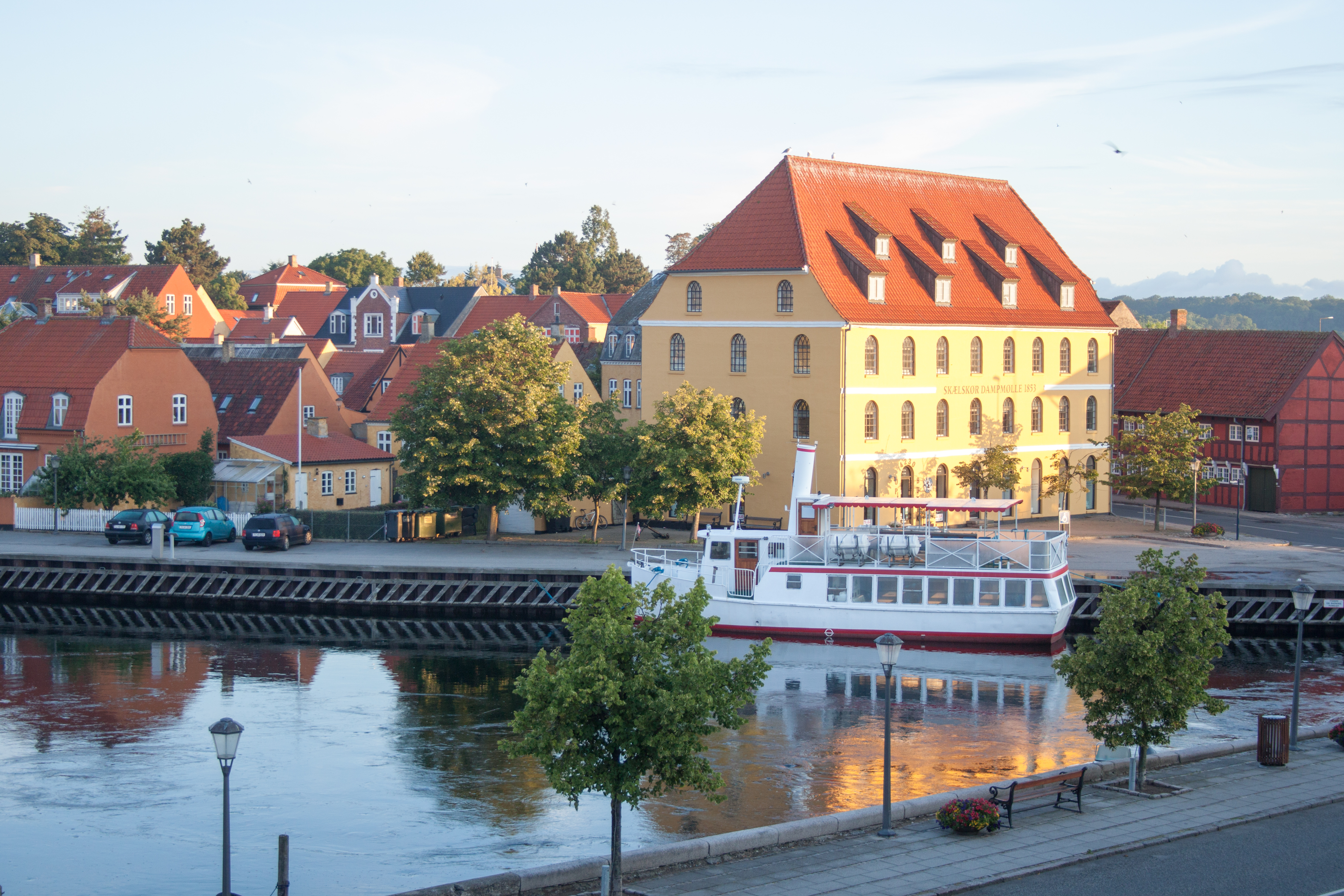
A kikötő részlete a régi gőzmalom épületével
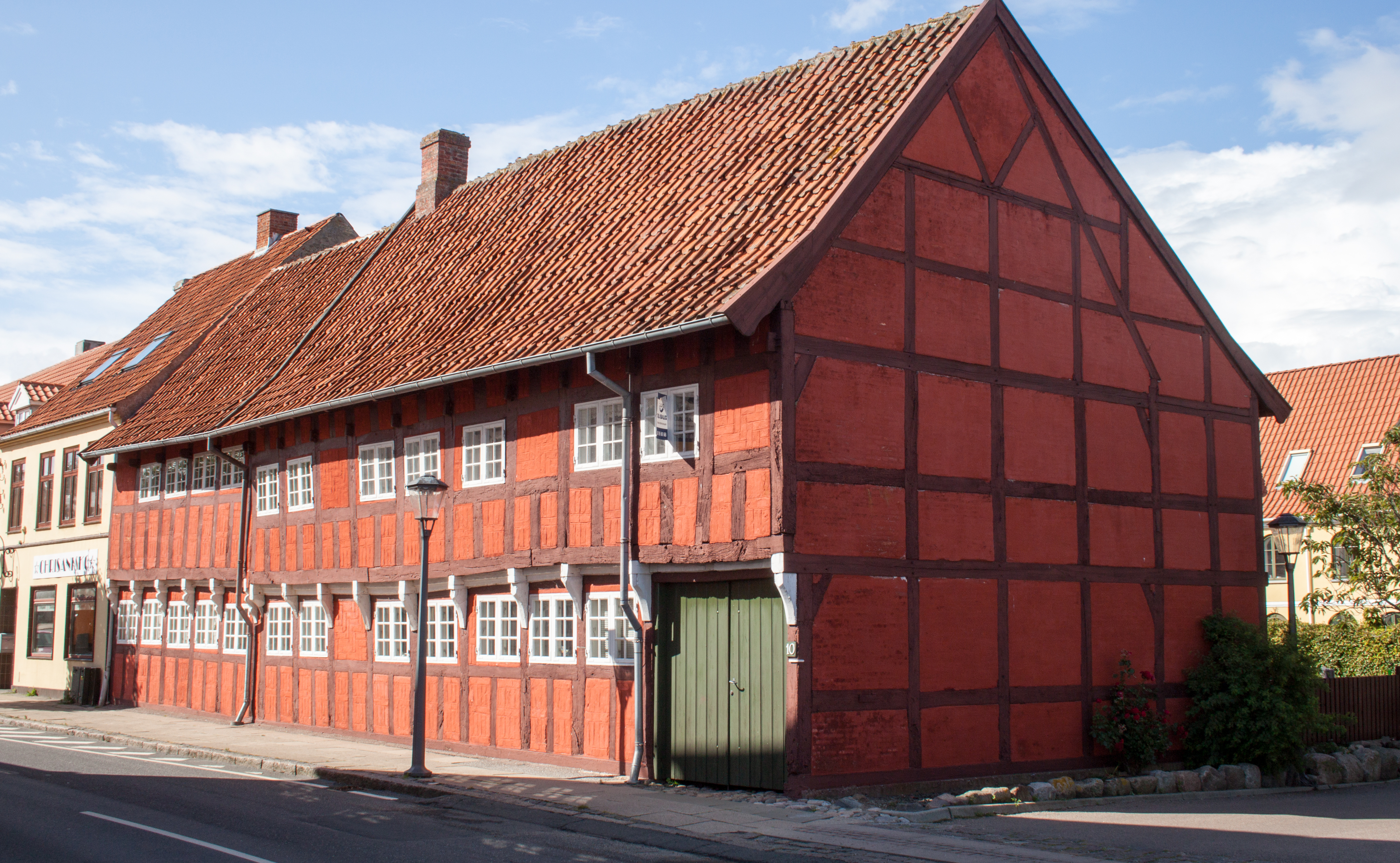
Vestergade 10. Faszerkezetes reneszánsz épület a 16. századból
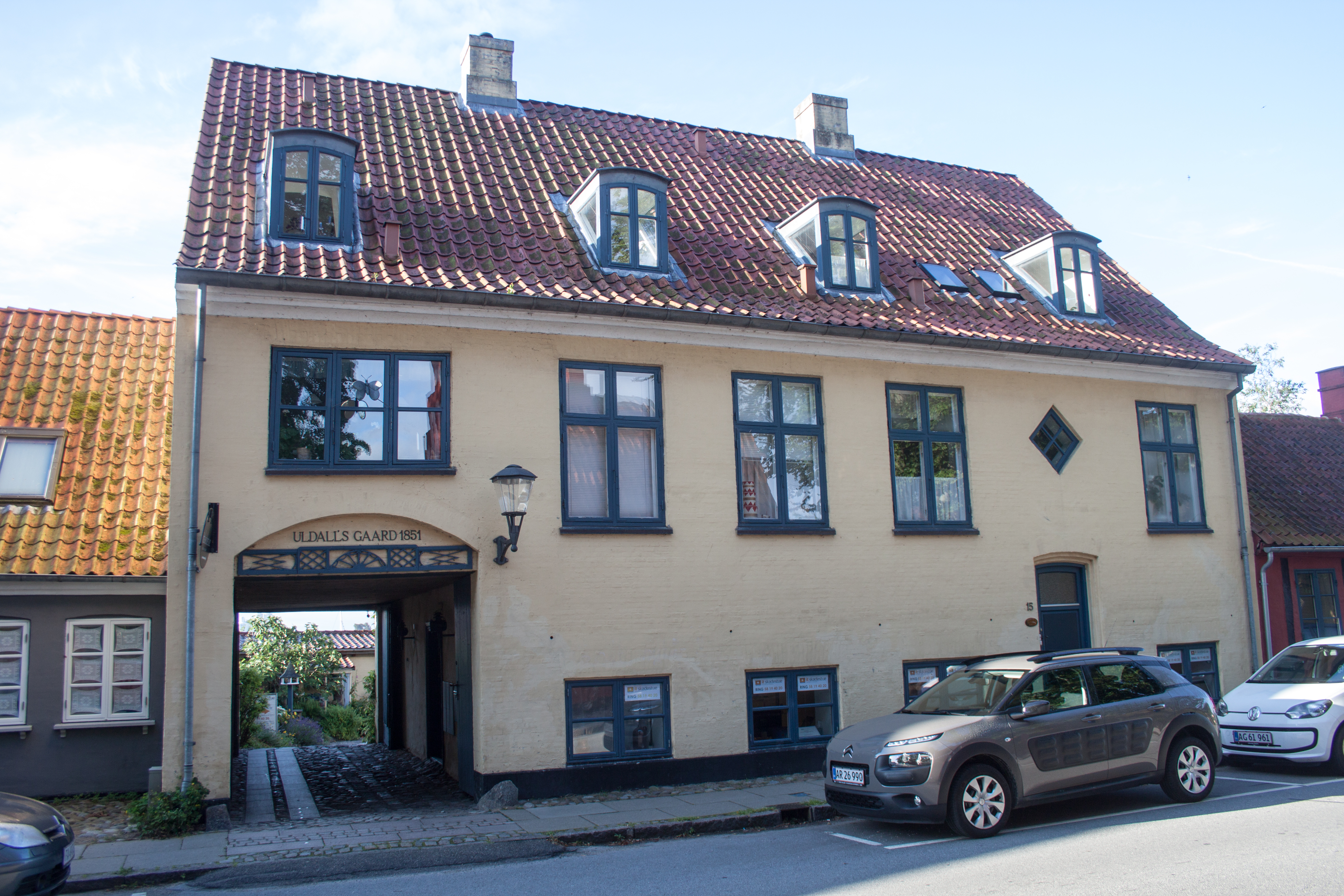
Nagypolgári ház a 19. század közepéről

## Gazdasága
A város egyik legnagyobb vállalata a sört és üdítőitalokat gyártó Harboes Bryggeri.

## Fordítás
- Ez a szócikk részben vagy egészben a Skælskør című dán Wikipédia-szócikk ezen változatának fordításán alapul.  Az eredeti cikk szerkesztőit annak laptörténete sorolja fel. Ez a jelzés csupán a megfogalmazás eredetét és a szerzői jogokat jelzi, nem szolgál a cikkben szereplő információk forrásmegjelöléseként.